# Municipio de Buchanan (condado de Atchison)
El municipio de Buchanan (en inglés: Buchanan Township) es un municipio ubicado en el condado de Atchison en el estado estadounidense de Misuri. En el año 2010 tenía una población de 83 habitantes y una densidad poblacional de 0,76 personas por km².

## Geografía
El municipio de Buchanan se encuentra ubicado en las coordenadas 40°33′52″N 95°39′31″O / 40.56444, -95.65861. Según la Oficina del Censo de los Estados Unidos, el municipio tiene una superficie total de 108.84 km², de la cual 106,84 km² corresponden a tierra firme y (1.84 %) 2 km² es agua.

## Demografía
Según el censo de 2010, había 83 personas residiendo en el municipio de Buchanan. La densidad de población era de 0,76 hab./km². De los 83 habitantes, el municipio de Buchanan estaba compuesto por el 98,8 % blancos y el 1,2 % eran de una mezcla de razas. Del total de la población el 0 % eran hispanos o latinos de cualquier raza.